# 学士（文学）
学士（文学）（がくし ぶんがく）は、日本の学士の学位の一つである。主に大学文学部を卒業した者に授与される。したがって、必ずしも狭義の「文学」を修めた者だけを対象とするわけではなく、哲学、宗教学、社会学、歴史学、言語学、心理学など、人文科学分野が含まれる。

## 英語表記
主に以下の表記が考えられる。
- Bachelor of Arts（B.A.） - リベラルアーツ分野全般の学位。学士（教養）。
- Bachelor of Letters（B.Litt.）/Bachelor of Literature（B.Lit） - ラテン語ではBaccalaureus Litterarum

## 概要
1991年（平成3年）以前の「文学士」（文學士、ぶんがくし）にほぼ相当する。
日本では主に大学の文学部の卒業生に授与される学位で、独立行政法人大学改革支援・学位授与機構において国語国文学、英語・英米文学、独語・独文学、仏語・仏文学、中国語・中国文学、ロシア語・ロシア文学、歴史学、哲学、心理学、宗教学の専攻分野で学位授与を申請し審査に合格した場合も同様である。
文学を専攻分野とした学位としては他に、「修士（文学）」、「博士（文学）」などがある。

## 沿革
日本で文学の学士号が初めて登場するのは1878年（明治11年）、旧東京大学に学士号の学位授与権が与えられ、法学士・理学士・文学士・医学士・製薬士の学位を定めたことによる。当初、学士号には成績に応じて一等学士から五等学士まで学士号に等級があったとされる。1883年（明治16年）、東京大学は大学卒業生に対する学士号の授与を停止し、代えて得業士の称号を授与することとされ、学士の位号は大学卒業の後、さらに高等試問を経て登第する者に限って授与されることとなった。
1887年（明治20年）に学位令（明治20年勅令第13号）が発布。学位を大博士又は博士の二等とし、文学士を含む学士号は学位から削られ、称号として位置づけられるとともに帝国大学卒業生及び札幌農学校卒業生に授与されることとなった。1920年（大正9年）の大学令公布の大学令では、帝国大学以外の大学でも学士号の授与が認められ、1930年（昭和6年）には東京高等師範学校の専攻科又は広島高等師範学校の徳育専攻科を卒業した者は文学士とすることが認められた。
終戦後、1947年（昭和22年）に学校教育法が制定されると、学士号は同法および学位規則に基づく称号として位置づけられた。師範学校の廃止に伴い、文学士号は国公私立の４年制大学文学部の卒業生にて授与する称号へと再編された。文学士号をめぐって大きな変革があったのは1991年（平成3年）の学校教育法改正によってであり、この改正法によって文学士は学位の一種として位置づけられ、その名称も学士（文学）に改められた。この制度改正に伴い、従前の制度で授与されていた文学士の称号については学校教育法附則にて学位と看做されることとなった。
また、この法改正により、学位名称は各大学によって自由に定めることができるようになり、次第に学士号の種類も増加傾向にある。なお、同年7月、日本で大学以外に学位を授与する機関として独立行政法人学位授与機構が設立され、翌1992年（平成4年）からは学位授与事業が開始された。これによって、短期大学卒業生や大学中退者等であっても既存の取得単位に加え、文学専攻で必要な一定の単位を修得し、所定の試験を合格することで学士（文学）の学位が取得可能となった。現在、同機構は独立行政法人大学改革支援・学位授与機構へと改組され、大学文学部とともに学士（文学）の学位を授与する主たる学術機関となっている。

## 文学分野の学士号
以下、日本における文学分野の学士号の一覧である。2009年時点で以下の種類が確認されている。
| 文学および関連分野の学士号(日本の例) | 文学および関連分野の学士号(日本の例)          | 文学および関連分野の学士号(日本の例) | 文学および関連分野の学士号(日本の例) | 文学および関連分野の学士号(日本の例) | 文学および関連分野の学士号(日本の例) | 文学および関連分野の学士号(日本の例) | 文学および関連分野の学士号(日本の例) |
| 文学関係                             | 文学関係                                      | 文学関係                             | 文学関係                             | 文学関係                             | 文学関係                             | 文学関係                             | 文学関係                             |
| ------------------------------------ | --------------------------------------------- | ------------------------------------ | ------------------------------------ | ------------------------------------ | ------------------------------------ | ------------------------------------ | ------------------------------------ |
| 文学                                 | 外国研究                                      | 言語文化                             | 日本文学                             | 英語学                               | 英文学                               | 外国語                               | 人文学                               |
| 外国学                               | 英語英文学                                    | 英語文化学                           | 英米語学                             | 英米文学                             | 外国語学                             | 外国文化                             | 人文科学                             |
| 中国語                               | 中国語学                                      | 比較文化                             | 比較文化学                           | スペイン語学                         | ドイツ語学                           | フランス語                           | 英米言語文化                         |
| 英米語                               | 学術                                          | 日本語                               | 日本語学                             | 表現学                               | 文化史学                             | 文芸学                               | アジア研究 インドネシア語            |
| アジア研究 タイ語                    | アジア研究 韓国・朝鮮語                       | アジア研究 中国語                    | アジア研究 日本語                    | イタリア語学                         | インドネシア語学                     | スペイン語                           | スペイン語・地域文化                 |
| スペイン語スペイン文学               | ドイツ語圏文化学                              | フランス語学                         | フランス語圏文化学                   | フランス文学                         | ヨーロッパ・アメリカ研究             | イスパニア語                         | ヨーロッパ・アメリカ研究             |
| ドイツ語                             | ヨーロッパ・アメリカ研究 ブラジルポルトガル語 | ヨーロッパ・アメリカ研究 フランス語  | ヨーロッパ・アメリカ研究 ロシア語    | ヨーロッパ・アメリカ研究 英語        | ロシア語                             | ロシア語学                           | 英語・地域文化                       |
| 英語英米文化学                       | 英語教育                                      | 英米学                               | 外国研究（スペイン語圏)              | 外国研究（ドイツ語圏）               | 外国研究（フランス語圏）             | 韓国語                               | 韓国語・地域文化                     |
| 韓国語教育教養                       | 教養学                                        | 言語文化学                           | 国際コミュニケーション学             | 国際英語学                           | 国際学                               | 国際文化                             | 国際文化学                           |
| 人間文化学                           | 人文                                          | 中国語・地域文化                     | 中国語中国文学                       | 日本語日本文化                       | 表現文化                             | 米英言語文化学                       | 臨床教育学                           |